# Jim Crockett Promotions
Jim Crockett Promotions (JCP) foi uma promoção de wrestling profissional estadunidense, que durou entre os anos 1931 e 1988. Teve como fundador Jim Crockett e foi administrada por Jim Crockett, Jr. Também foi membro da National Wrestling Alliance e inspirada na World Championship Wrestling (WCW), companhia pela qual foi comprada em 1988.

## Jim Crockett Sr. Memorial Cup Tag Team Tournament
Em memória do já falecido e criador da JCP, Jim Crockett, Sr., foi criada a Jim Crockett Sr. Memorial Cup Tag Team Tournament. Os eventos foram realizados entre 1986 e 1988.
| Ano  | Data                     | Vencedores                   |
| ---- | ------------------------ | ---------------------------- |
| 1986 | 19 de Abril de 1986      | Road Warriors                |
| 1987 | 10 e 11 de Abril de 1987 | Dusty Rhodes e Nikita Koloff |
| 1988 | 22 de Abril de 1988      | Sting e Lex Luger            |